# 板橋区立高島第一中学校
板橋区立高島第一中学校  (いたばしくりつ たかしまだいいちちゅうがっこう) は、東京都板橋区高島平八丁目に所在する公立中学校である。
略称は高一（たかいち）、高一中（たかいっちゅう）。

## 概要
1977年（昭和52年）に高島第一小学校の移転跡に開校したことをはじまりとする板橋区立中学校。新河岸小学校、高島第一小学校と共に学びのエリアを形成している。
所在地：東京都板橋区高島平八丁目26番1号

## 沿革
- 1977年（昭和52年）4月1日 - 移転した高島第一小学校の跡地に開校。
- 1978年（昭和53年）1月4日 - 校歌を制定。
- 1990年（平成2年）10月31日 - パソコンルームを新設。
- 2007年（平成19年）8月31日 - 冷暖房工事が完了。
- 2013年（平成25年）4月1日 - 特別支援学級を設置。東京都より理数フロンティア校に指定。
- 2016年（平成28年）4月1日 - 板橋区学校理科教育重点モデル校に指定。
- 2017年（平成29年）4月1日 - 東京都道徳教育推進拠点校に指定。
- 2021年（令和3年）1月25日 - 体育館に冷暖房設備を設置。

## 教育目標

### 学びのエリア
高島第一中学校の属する学びのエリアでは、以下の目標を設定している。
あきらめない子ども　ー自分のよさや可能性を信じ、自ら考えて取り組み、継続できる子どもー

### 教育目標
自立
わが国の伝統的な文化を大切にするとともに、新しい時代の文化を創造する心豊かで知性ある人間、グローバル化や技術革新が急速に進む予測困難なこれからの時代を生き抜く社会人を育成するために、学校教育目標「自立」を設定する。

### 育てたい生徒像
- 「自ら律する」能力を育むことで規範意識を身に付け、感情等をコントロールし、自ら考え、判断し、行動できる人
- 「共に生きる」能力を育むことでものごとに協働で取り組み、果敢に挑戦する人
- 「視野を広める」能力を育むことで他者の多様な意見を取り入れ、広く社会に目を向け、自らを高める姿勢をもつ人

## 生徒数・学級数
高島第一中学校には第1学年、第2学年、第3学年と特別支援学級が設置されている。データは2023年（令和5年）4月28日時点。
|          |              | 第1学年 | 第2学年 | 第3学年 | 合計 |
| -------- | ------------ | ------- | ------- | ------- | ---- |
| 生 徒 数 | 男子         | 56      | 42      | 56      | 154  |
| 生 徒 数 | 女子         | 35      | 54      | 46      | 135  |
| 生 徒 数 | 特別支援学級 | 8       | 8       | 3       | 19   |
| 生 徒 数 | 合計         | 99      | 104     | 105     | 308  |
| 学級数   | 学級数       | 4       | 4       | 4       | 12   |

## 通学区域
高島平七丁目、高島平八丁目、高島平九丁目12番 - 27番と38番 - 43番と46番 - 48番、舟渡四丁目3番 - 11番と15番 - 16番、新河岸一丁目、新河岸二丁目、新河岸三丁目
同じ通学区域を持つ板橋区立小学校は新河岸小学校と高島第一小学校と蓮根第二小学校と舟渡小学校である。

## 部活動
高島第一中学校では、以下の部活動を実施している。

### 運動部
- 野球
- サッカー
- 陸上
- 男子バスケットボール
- 女子バスケットボール
- 女子バドミントン

### 文化部
- 吹奏楽
- 美術
- 園芸
- 演劇
- 英語
- 合唱

### 特別支援学級
- 5組クラブ

## 周辺環境
- 新河岸川 - 校舎裏を流れている。
- 荒川 - 新河岸川のさらに後ろを流れている。
- 板橋区立高島第一小学校 - 直線距離で約300m離れた場所に立地している。
- 板橋区立新河岸小学校 - 新河岸川を挟んで対岸に立地している。
- 板橋区立熱帯環境植物館 - 道路を挟んで反対側に位置している。
- こども動物園 高島平分園 - 敷地横に位置している。
- 都営地下鉄三田線 - 東京都道447号線と並走している。
  - 高島平駅 - 都営地下鉄三田線の駅で、高島第一中学校の最寄り。

## 著名な卒業生
- 田鍋陵太（元サッカー選手）

## 交通
- 都営地下鉄三田線 高島平駅 東口より徒歩約5分